# Achille Lauro (1965)
El Achille Lauro fue un crucero con base en Nápoles (Italia). Fue construido entre 1939 y 1947 con el nombre Willem Ruys, como barco de línea de pasajeros para la empresa Rotterdamsche Lloyd. En 1965, fue vendido a la Flotta Lauro Line, o Star Lauro, (en la actualidad MSC Cruises) y cambiado el nombre a Achille Lauro (el nombre del propietario de la compañía). Se recuerda principalmente a este barco de crucero por su secuestro en 1985. Posteriormente, en 1994, se incendió y acabó hundiéndose en el Océano Índico frente a las costas de Somalia.

## Historial operativo

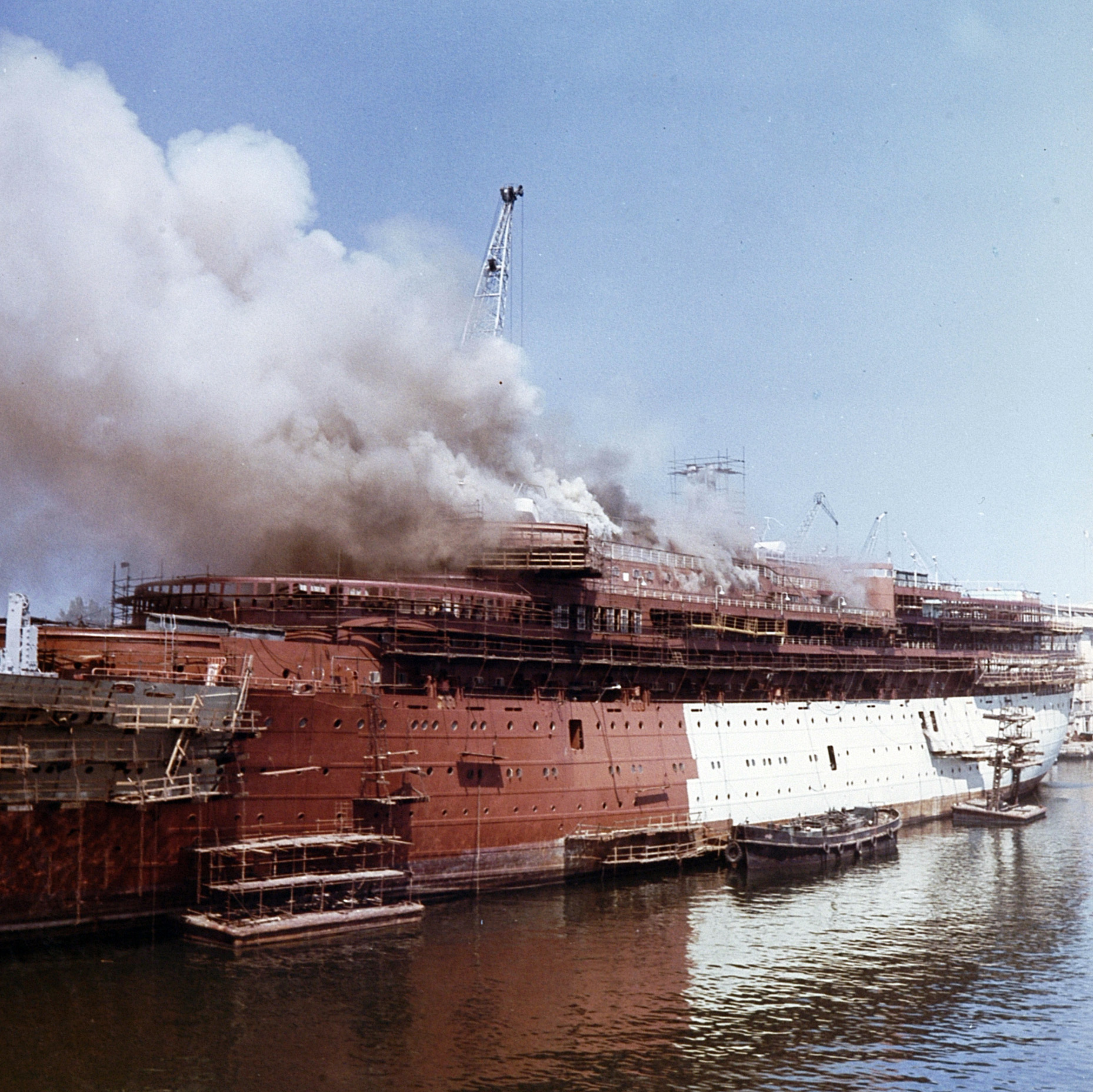
El Achille Lauro ardiendo en 1965 mientras estaba en trabajos de remodelación.

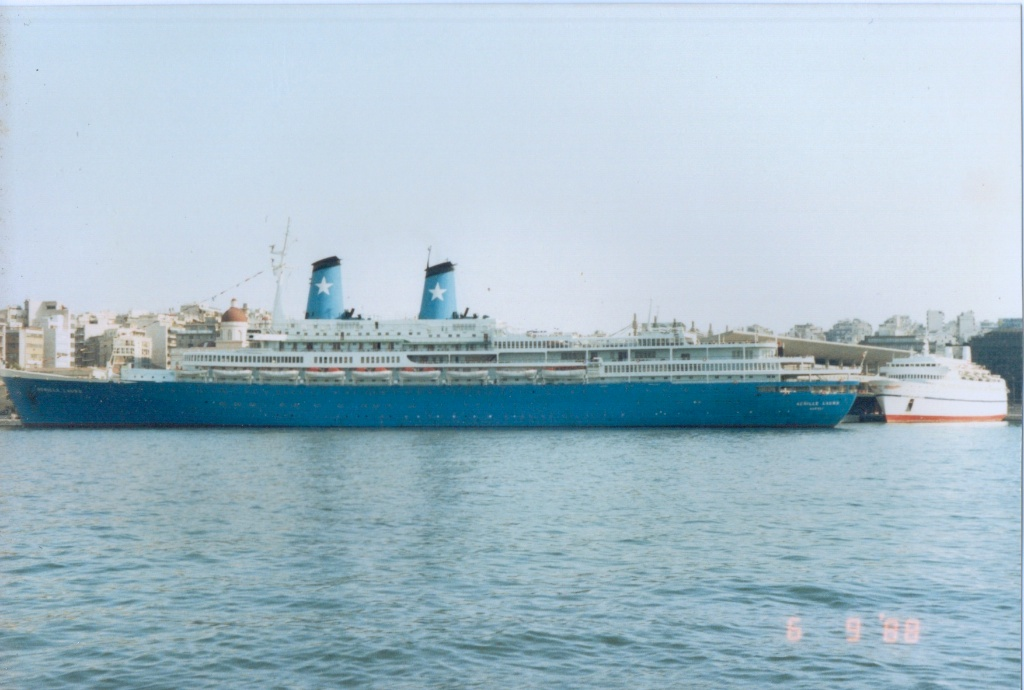
El Achille Lauro en 1988.

### Secuestro en 1985
El 7 de octubre de 1985, cuatro integrantes del Frente de Liberación de Palestina (FLP) se apoderaron del barco en la costa de Egipto durante su travesía desde Alejandría a Puerto Said.
Los secuestradores fueron sorprendidos por un miembro de la tripulación y tuvieron que actuar precipitadamente. Con los pasajeros y la tripulación como rehenes, los secuestradores llevaron la embarcación hacia Tartús (Siria), y exigieron la liberación de 50 prisioneros palestinos en cárceles israelíes. Después de recibir el rechazo a su petición de autorización de atracar en Tarso, los secuestradores mataron al pasajero discapacitado judío-estadounidense Leon Klinghoffer y arrojaron su cuerpo por la borda. El barco se encaminó de vuelta hacia Port Said y, después de dos días de negociaciones, los secuestradores aceptaron abandonar el barco a cambio de poder escapar con seguridad, y se los transportó en un avión comercial egipcio a Túnez.
El entonces presidente de los Estados Unidos  Ronald Reagan ordenó que el avión fuera interceptado por aviones F-14 Tomcats, con base en el portaaviones  USS Saratoga, el 10 de octubre y llevado a tierra en la base de la OTAN de Sigonella, (Sicilia), donde los secuestradores fueron detenidos por las autoridades italianas  después de una falta de acuerdo entre éstas y las norteamericanas. Al resto de los pasajeros del avión, incluyendo el líder del FLP Abu Abbas, se les permitió continuar hasta su destino, a pesar de las protestas de los Estados Unidos. Egipto exigió una disculpa a Estados Unidos por haber desviado el aparato de su itinerario.

### Años posteriores

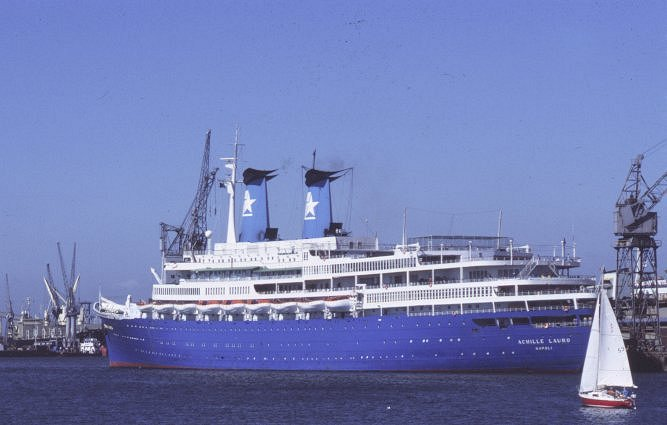
El Achille Lauro en 1989

El Achille Lauro continuó en servicio. Cambió de bandera en 1987 cuando la línea Lauro fue adquirida por la Mediterranean Shipping Company, y se convirtió en el Star Lauro.

### Hundimiento
En la noche del 30 de noviembre de 1994 se incendió frente a la costa de Somalia mientras se dirigía a Sudáfrica, con 979 pasajeros y tripulantes a bordo. En ese momento, las autoridades italianas dijeron que el incendio había sido causado por un cigarrillo mal apagado. Un análisis posterior sugirió que el fuego se inició en la sala de máquinas después de que explotara uno de los cárteres, lo que permitió que el aceite refrigerante entrara en el escape. Debido a la falta de supervisión, el fuego se descontroló antes de ser descubierto.
La tripulación luchó contra el fuego durante varias horas sin éxito: primero con mangueras y luego pasando cubos de la piscina, y el animador Moss Hills (quien dirigió los esfuerzos de rescate durante el hundimiento del MTS Oceanos en 1991) recordó que verter agua sobre un incendio de petróleo era ineficaz y empeoraba la conflagración.
La embarcación fue abandonada en la mañana después de desarrollar una lista. Un pequeño número de tripulantes y pasajeros no pudieron abordar los botes salvavidas principales debido a las llamas que salían del casco, por lo que bajaron por una escalera de cuerda desde la popa para llegar a los botes inflables. Dos murieron y ocho resultaron heridos durante la evacuación y el traslado a los barcos de rescate. Entre los barcos que respondieron a la llamada estaban el USS Gettysburg y el USS Halyburton. El Achille Lauro se hundió el 2 de diciembre de 1994, lo que fue presenciado por un remolcador de incendios que había llegado para evaluar la salvabilidad. El pecio no ha sido localizado.